# Homaliodendron intermedium
Homaliodendron intermedium är en bladmossart som beskrevs av Theodor Carl Karl Julius Herzog 1919. Homaliodendron intermedium ingår i släktet Homaliodendron och familjen Neckeraceae. Inga underarter finns listade i Catalogue of Life.